# Udaipur (Shekhawati)
Udaipur és una població del Rajasthan, al Shekhawati a 27° 44′ N, 75° 29′ E / 27.733°N,75.483°E on va ser, sota domini britànic, capital d'una subdivisió. Està situada a uns 100 km al nord-oest de Jaipur (ciutat). Està en una posició fortificada però té pocs restes de fortificacions (només algunes torres). La població el 1901 era de 8.638 habitants i era quarter de la milícia de l'estat de Jaipur. En aquesta ciutats els thakurs de la confederació del Shekhawati es reunien per decidir les accions a emprendre. Antigament el nom de la ciutat fou Kais o Kasumbi.